# 李術
李術（2世纪—200年？），汝南人，东汉末年人物。
199年，孫策驱逐庐江郡太守刘勋，孫策任命李术为庐江太守，给他士兵三千人镇守。他截杀了曹操任命的扬州刺史严象。200年，孫策去世後，李術不服孙权，接纳亡命叛孙之人。孙权写信要求他扣留这些亡叛者。李术表示有德见归，无德见叛，不应复还。孙权于是起兵派孙河、徐琨到皖城攻打李術，并写信给曹操告知严象是被李术所杀。李術闭门自守，向曹操求救。曹操不救。粮食已尽，妇女或吞丸泥充饥。孙权屠其城，将李术枭首，迁徙他的部曲三万余人。